# Božidar Babović
Božidar Babović (in serbo Божидар Бабовић?; Belgrado, 9 gennaio 1995) è un ex cestista serbo.